# 武装革命中核
武装革命中核（イタリア語: Nuclei Armati Rivoluzionari ; NAR）は、1977年から1980年代に活動したイタリアのネオ・ファシズム団体である。
1980年のボローニャ駅爆破テロ事件を引き起こしたとされる。
欧州議会議員を務めた政治家ロベルト・フィオレは、武装革命中核の構成員であった。